# Entosthodon dozyanus
Entosthodon dozyanus är en bladmossart som beskrevs av C. Müller 1856. Entosthodon dozyanus ingår i släktet koppmossor, och familjen Funariaceae. Inga underarter finns listade i Catalogue of Life.